# Спок, Бенджамин
Бе́нджамин Макле́йн Спок (англ. Benjamin McLane Spock; 2 мая 1903 года, Нью-Хейвен, Коннектикут, США — 15 марта 1998 года, Ла-Хойя, Калифорния, США) — американский педиатр, автор книги «Ребёнок и уход за ним», изданной в 1946 году и ставшей одним из крупнейших бестселлеров в истории США. Его революционный призыв к родителям был «вы знаете гораздо больше, чем вам кажется». Спок был первым педиатром, изучавшим психоанализ с целью попытки понимания нужд детей в рамках развития семейных отношений. Его идеи о воспитании детей повлияли на несколько поколений родителей, сделав их более гибкими и нежными по отношению к своим детям, заставив их относиться к своим детям как к личностям, в то время как общепринятым мнением было то, что воспитание ребёнка должно быть сфокусировано на выработке дисциплины.

## Биография
Бенджамин Спок родился 2 мая 1903 года в городе Нью-Хейвен, Коннектикут в семье успешного адвоката нидерландского происхождения Ива Спока и домохозяйки Милдред Луизы (Стоутон) Спок. В семье было шестеро детей. Бенджамин был старшим, поэтому с самого детства он привык заботиться о детях.
Окончив школу, Спок поступил в Йельский университет, где он вначале изучал английский язык и литературу, а также увлекался спортом. Учитывая его рост (189 см) и отличные физические данные, Бена вскоре приняли в университетскую команду гребцов (академическая гребля, восьмёрка), чье выступление на Олимпийских играх 1924 года в Париже принесло Соединённым Штатам золотую медаль. Бенджамин Спок стал олимпийским чемпионом.
Несмотря на отличные результаты в спорте и неплохие познания в филологии, Спок выбирает своим призванием медицину. «Неосознанная тяга к медицине» победила: проучившись несколько лет на медицинских факультетах Йельского и Колумбийского университетов, Спок в 1929 году стал врачом.
После начала войны во Вьетнаме детский доктор сразу примкнул к антивоенному движению, что для респектабельного медика означало превратиться в изгоя. Несмотря на это, он сознательно делает такой выбор, мотивируя свой поступок так: «Нет смысла растить детей, чтобы потом позволить им заживо сгореть». В 1968 году, в разгар антивоенных выступлений, Спок был признан виновным в «преступном пособничестве уклоняющимся от службы в вооруженных силах». Ему грозили 2 года тюрьмы, но апелляционный суд отменил приговор.
Благодаря своему антивоенному активизму Спок стал важной фигурой в среде «новых левых». В 1972 году он баллотируется на президентских выборах в качестве кандидата Народной партии — коалиции левых организаций. Его предвыборная платформа включала в себя бесплатное медицинское обслуживание, гарантированный минимум доходов для семей, немедленный вывод всех американских войск с территории иностранных государств, а также легализация абортов и марихуаны. Вместе с кандидатом Социалистической рабочей партии Линдой Дженнес Спок безуспешно пытался добиться разрешений на проведение предвыборных митингов и свободного распространения агитационной продукции. В результате выборов за Спока проголосовали около 80 тысяч человек. На выборы 1976 года Спок вновь выдвигался от Народной партии, но уже в качестве кандидата в вице-президенты.
Когда закончилась война во Вьетнаме, с новой силой начались антиядерные выступления, доктор Спок, ещё с 1962 года состоявший в Комитете борьбы за разумную ядерную политику, опять присоединился к демонстрантам, активно протестуя против холодной войны.
Прожив долгие годы в штате Мэн, Спок на закате жизни решил перебраться в Сан-Диего, Калифорния, где скончался 15 марта 1998 года в возрасте 94 лет. Президент США Билл Клинтон на следующий день после кончины детского доктора выступил с заявлением, отдав должное выдающемуся гражданину Америки за «мудрые советы и бережную поддержку нескольким поколениям семей». «Он учил всех нас тому, как важно уважать детей, — подчеркнул глава Белого дома. — Он был неутомимым борцом, посвятившим свою жизнь делу улучшения жизни детей».

## Критика
Далеко не все идеи доктора Спока прошли испытание временем; более того, некоторые из них впоследствии были признаны крайне опасными. Вопреки сложившемуся у многих современных интерпретаторов мнению, Бенджамин Спок не был первооткрывателем и даже сторонником кормления новорождённых по часам. Однако, отстаивая право матерей на свободу выбора стиля общения с ребёнком, Спок указывал на отсутствие связи между здоровьем ребёнка и типом его вскармливания. Это утверждение, впоследствии признанное ложным Всемирной организацией здравоохранения (ВОЗ), стало руководством для женщин, отказывавшихся вскармливать своих детей грудью.

«Миллионы матерей зачитывались бестселлером „The Common Sense Book of Baby and Child Care“ американского педиатра доктора Бенджамина Спока. Одна из его самых известных рекомендаций предписывала следить, чтобы младенец засыпал, лежа на животе, а не на спине. Откуда он взял это, остается загадкой, но сейчас известно, что этот совет потенциально смертельно опасен. Исследования, проведенные в конце 1980-х годов, показали, что риск „смерти в колыбели“ для детей, засыпающих лёжа на животе, в четыре раза выше, чем для детей, засыпающих на спине».
Оригинальный текст (англ.)…Millions of mothers were avidly reading the best-selling book The Common Sense Book of Baby and Child Care by the American paediatrician Dr Benjamin Spock. One of his best-known tips was to make sure babies go to sleep lying on their front. Just where he got this from is a mystery, but it’s now known to be potentially lethal. During the late 1980s studies of babies sleeping on their front showed they faced four-fold greater risk of cot death than babies put to sleep on their back.                 

— Роберт Мэтьюз. BBC Focus, февраль 2008.
Активным оппонентом Бенджамина Спока был советский доктор Леонид Рошаль. В частности, он предостерегал от сна на животе, так как в последнем случае возможен риск смерти от механической асфиксии.

## Публикации на русском языке
- Спок Б. Ребёнок и уход за ним. - Калининград: Кн. изд-во, 1990.
- Спок Б. О воспитании детей. — М.: АСТ, 1998.
- Спок Б. О жизни и любви простыми словами. Для подростков от 12 и старше. — М.: Пилигрим, 1999.
- Спок Б. Проблемы родителей. — М.: Попурри, 1999.
- Спок Б. Разговор с матерью. — М.: Литур, 2001.
- Спок Б. Ребёнок. Уход и воспитание от 3-х до 11-ти лет. — М.: Феникс, 2001.
- Спок Б. Молодым людям о любви и сексе. — М.: Сова, Эксмо, 2002.
- Спок Б. Кормление новорожденного. — М.: Сова, Эксмо, 2003.
- Спок Б. Проблемы младенчества. — М.: Сова, Эксмо, 2003.
- Спок Б. Проблемы поведения у маленьких детей. — М.: Сова, Эксмо, 2003.
- Спок Б. Первые два года жизни от доктора Спока. — М.: Попурри, 2007.
- Спок Б. Книга для родителей от доктора Спока. — М.: Попурри, 2008.
- Спок Б. Школьные годы от доктора Спока. — М.: Попурри, 2008.
- Спок Б. Ребёнок и уход за ним. — М.: Попурри, 2014.